# Crioulo de Santo Antão
| Crioulo de Santo Antão | Crioulo de Santo Antão                                              |
| ---------------------- | ------------------------------------------------------------------- |
| Falado em:             | Santo Antão en Cabo Verde                                           |
| Total falantes:        | approx. 50.000 ver 60.000                                           |
| Classificação:         | Crioulo cabo-verdiano Crioulos de Barlavento Crioulo de Santo Antão |

O Crioulo do Santo Antão é um dialecto do crioulo cabo-verdiano, pertencente ao grupo dos crioulos de Barlavento, falado sobretudo na ilha de Santo Antão.
Estima-se que é falado por 9,98% da população em Cabo Verde, mas esse número pode ser ligeiramente maior devido à migração interna nas ilhas. A esse número deverão ser acrescentados os falantes em comunidades emigrantes no estrangeiro.

## Características
Para além das características gerais dos crioulos de Barlavento o crioulo de Santo Antão ainda tem as seguintes características:
- O aspecto progressivo do presente é formado colocando tí tâ antes dos verbos: tí + tâ + V.
- O advérbio de nagação usado com verbos, advérbios e adjectivos é n’. Ex.: Mí n’ crê em vez de M’ câ crê «Eu não quero».
- Os sons /s/ e /z/ são palatizados para [ʃ] e [ʒ] quando estão em fim de sílaba. Ex.: fésta «festa» pronunciado [ˈfɛʃtɐ] em vez de [ˈfɛstɐ], gósga «cócegas» pronunciado [ˈɡɔʒɡɐ] em vez de [ˈɡɔzɡɐ], més «mais» pronunciado [mɛʃ] em vez de [mas].
- O som /ɐ/ tónico final é pronunciado aberto /a/. Ex.: já em vez de djâ «já», lá em vez de lâ «lá», e todos os verbos que terminam em ~â, calcá em vez de calcâ «carregar», pintchá em vez de pintchâ «empurrar», etc.
- Palatização do som /a/ tónico (oral ou nasal) para /ɛ/ em palavras que terminavam pelo fonema /i/. Ex.: ént’s em vez de ánt's «antes», grénd’ em vez de gránd «grande», verdéd’ em vez de verdád’ «verdade». Também na conjugação pronominal: penhé-m’ em vez de panhá-m’ «apanhar-me».
- Palatização do som /ɐ/ pré-tónico (oral ou nasal) para /e/ quando a sílba tónica contém uma vogal anterior. Ex.: essím em vez de assím «assim», quebéça em vez de cabéça «cabeça». Velarização do som /ɐ/ pré-tónico (oral ou nasal) para /o/ quando a sílba tónica contém uma vogal posterior. Ex.: cotchôrr’ em vez de catchôrr’ «cão», otúm em vez de atúm «atum».
- O ditongo /aj/ (oral ou nasal) é monotongado para /ɛ/. Ex.: pé em vez de pái «pai», mém em vez de mãi «mãe». O ditongo /aw/ (oral ou nasal) é monotongado para /ɔ/. Ex.: pó em vez de páu «pau», nõ em vez de nãu «não».
- O som /ʤ/ (derivado do português /ʎ/ escrito lh) está representado pelo som /j/. Ex.: bói’ em vez de bódj’ «baile», ôi’ em vez de ôdj’ «olho», spêi’ em vez de spêdj’ «espelho». Entre vogais, esse som /j/ desaparece: vé’a em vez de bédja «velha», o’á em vez de odjâ «ver», pá’a em vez de pádja «palha». Quando está imediatamente depois de consoante, devido a queda de vogal, está representado por /lj/: m’liôr em vez de m’djôr «melhor», c’liêr em vez de c’djêr «colher».
- O som /j/ desaparece quando está entre vogais. Ex.: go’áva em vez de goiába «goiaba», mê’a em vez de mêia «meia», papá’a em vez de papáia «papaia».
- O som /ʤ/ (derivado do português antigo escrito j em início de palavra) está totalmente representado por /ʒ/. Ex. já em vez de djâ «já», jantá em vez de djantâ «jantar», jôg’ em vez de djôg' «jogo».
- Alguns falantes pronunciam os fonemas /ʃ/ e /ʒ/ como sendo labializados [ʃʷ] e [ʒʷ].
- Existência de um certo tipo de vocabulário (também existente em São Vicente) que não existe nas outras ilhas. Ex.: dançá em vez de badjâ «dançar», dzê em vez de flâ «dizer», encocá em vez de djungutú (SN, SL, BV & MA), djongôto (ST) ou djongotô (FO & BR) «pôr-se de cócoras», falá em vez de papiâ «falar», guitá em vez de djobê «espreitar», ruf’ná em vez de fuliâ «atirar», stód’ em vez de stâ «estar», tchocá em vez de furtâ «roubar», tchúc’ em vez de pôrc’ «porco», etc.

Vocabulário
Gramática
Alfabeto